# Дадлея побегообразующая
Дадлея побегообразующая (лат. Dudleya stolonifera) – вид суккулентных растений рода Дадлея, семейства Толстянковые. Родиной является штат Калифорния, США. Полукустарник произрастает преимущественно в субтропических биомах. Растение также называют «Laguna Beach» от одноименного города округа Ориндж, штата Калифорния. Суккулент внесен в федеральный список США как вид находящийся под угрозой исчезновения.

## Описание
Дадлея побегообразующая растет из неразветвленного стебля каудекса и необычна среди родственных растений тем что имеет столоны (боковые побеги) из которых она прорастает вегетативно. Другие виды этого рода растут одиночно или дают дихотомические ветви если только их терминальные меристемы повреждены. Этот вид образует небольшую розетку заостренных красновато-зеленых листьев и возвышается на коротком цветоносе увенчанном соцветием ярко-желтых цветов.

#### Морфология
Листья: розетки одиночные, 15-30-листные, (плоские), 5-12 см в диаметре; пластинка ярко-зеленая, часто с бордовым оттенком абаксиально и к вершине, продолговато-обратнояйцевидная, 3-7 × 1,5-3 см, толщиной 3-4 мм, ширина основания 1-2 см, вершина короткозаостренная, поверхность не мучнистая, не сизоватая. Соцветия: кистевидные (восходящие), простые или 1-2-ветвистые, плоско верхушечные; ветки нескрученные (цветки на верхушке), простые или 1 раз раздвоенные; 3-9-цветковые, закругленные, 1-6 см; цветочные побеги 2-25×0,2-0,4 см; листьев 15-25, раскидистые, пластинки сердцевидно-яйцевидные, 8-13 × 5-7 мм, на вершине острые. Цветоножки прямостоячие, при плодах не отогнутые, 5-8 мм. Цветки: чашечка 3-4 × 5,5-7 мм; лепестки сросшиеся 1-2 мм, ярко-желтые, 10-11 × 3-3,5 мм, вершина острая, иногда кончики загнуты наружу; пестики неповоротливые, приподнятые (расширенные дистальнее основания).

## Таксономия
Dudleya stolonifera Moran, Bull. S. Calif. Acad. Sci. 48: 105 (1949).

#### Этимология
Dudleya: род назван в честь Уильяма Рассела Дадли[en], первого заведующего кафедрой ботаники Стэнфордского университета.
stolonifera: латинский эпитет, означающий «побегообразующий»; ввиду столононов (боковых побегов).

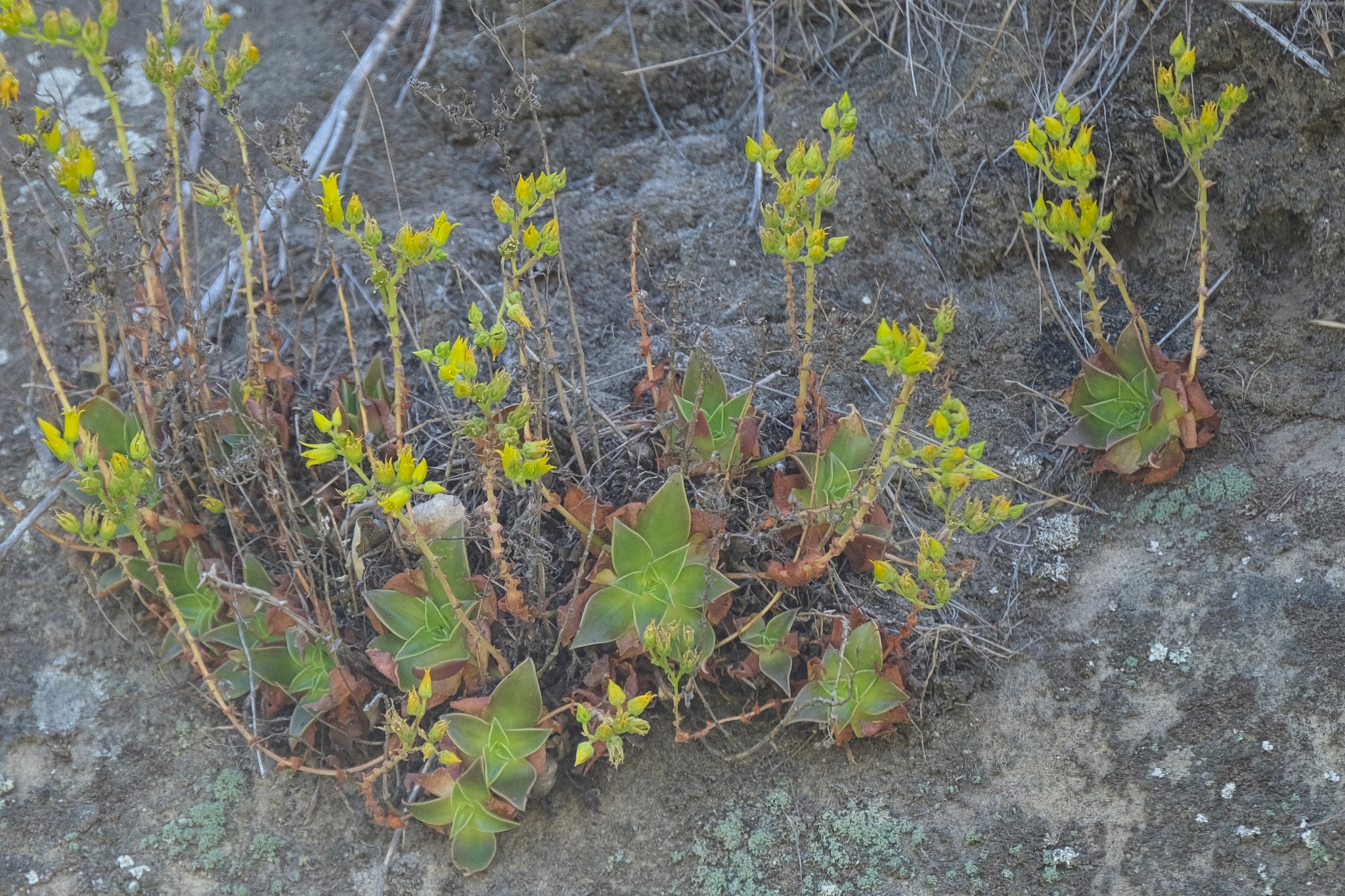
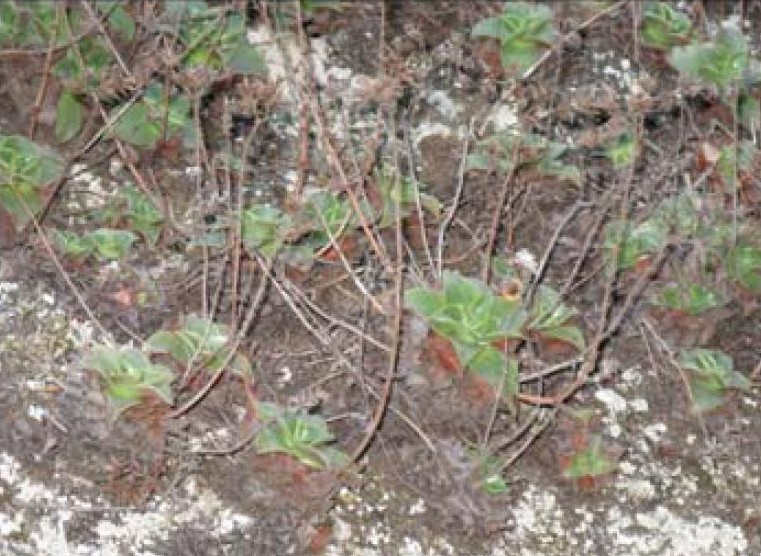